# Gymnelus popovi
Gymnelus popovi es una especie de pez de la familia de los Zoarcidae en el orden de los perciformes.

## Morfología
- Los machos pueden llegar a alcanzar los 10 cm de longitud total.[1][2]

## Hábitat
Es un pez de mar y de clima polar que vive entre los 0-4 m de profundidad.

## Distribución geográfica
Se encuentra en las Islas Kuriles y desde las Islas del Comandante, y a lo largo de las Islas Aleutianas, hasta la Isla Kodiak (Alaska).

## Observaciones
Es inofensivo para los humanos. 